# Live in Barcelona 2008
Live in Barcelona 2008 (también conocido como Live in Barcelona: 19th May 2008) es un álbum en vivo de la banda británica de rock progresivo Asia y fue publicado por la discográfica The Store for Music en 2009.   Este disco forma parte de la colección Official Bootleg Tour 2008.
Este álbum en directo de dos discos compactos fue grabado en Barcelona, Cataluña, España el 19 de mayo de 2008 durante un concierto de la gira del álbum Phoenix.
Al igual que otros discos del Official Bootleg Tour 2008, Live in Barcelona 2008 contiene canciones de otras bandas, como por ejemplo «Roundabout» de Yes, «Video Killed the Radio Star» de The Buggles y «The Court of the Crimson King» de King Crimson.

## Lista de canciones

### Disco uno
| Side one |                                |                                                             |          |  |
| N.º      | Título                         | Escritor(es)                                                | Duración |  |
| 1.       | «Never Again»                  | John Wetton / Geoff Downes                                  | 6:37     |  |
| 2.       | «Roundabout»                   | Jon Anderson / Steve Howe                                   | 8:33     |  |
| 3.       | «Time Again»                   | Wetton / Downes / Carl Palmer / Howe                        | 5:49     |  |
| 4.       | «Bolero»                       | Steve Howe                                                  | 4:00     |  |
| 5.       | «Clap»                         | Steve Howe                                                  | 5:35     |  |
| 6.       | «Book of Saturday»             | Wetton / Palmer / Bill Bruford / David Cross / Robert Fripp | 2:45     |  |
| 7.       | «The Smile Has Left Your Eyes» | John Wetton                                                 | 4:05     |  |
| 8.       | «Open Your Eyes»               | Wetton / Downes                                             | 7:12     |  |
| 9.       | «Fanfare for the Common Man»   | Aaron Copland                                               | 10:03    |  |
| 10.      | «Without You»                  | Wetton / Howe                                               | 5:55     |  |
| 11.      | «An Extraordinary Man»         | Wetton / Downes                                             | 4:57     |  |

### Disco dos
| Side one |                                 |                               |          |  |
| N.º      | Título                          | Escritor(es)                  | Duración |  |
| 1.       | «The Court of the Crimson King» | Ian McDonald / Peter Sinfield | 5:43     |  |
| 2.       | «Video Killed the Radio Star»   | Geoff Downes                  | 4:55     |  |
| 3.       | «The Heat Goes On / Drum Solo»  | Wetton / Downes               | 11:12    |  |
| 4.       | «Heat of the Moment»            | Wetton / Downes               | 8:31     |  |
| 5.       | «Don't Cry»                     | Wetton / Downes               | 4:04     |  |
| 6.       | «Sole Survivor»                 | Wetton / Downes               | 6:29     |  |
| 7.       | «Daylight»                      | Wetton / Downes               | 3:41     |  |
| 8.       | «Only Time Will Tell»           | Wetton / Downes               | 5:14     |  |
| 9.       | «Wildest Dreams»                | Wetton / Downes               | 5:19     |  |

## Formación
- John Wetton — voz principal y bajo
- Geoff Downes — teclados y coros
- Carl Palmer — batería
- Steve Howe — guitarra acústica, guitarra eléctrica y coros